# Escaramusses entre la Xina i l'Índia el 2020
Les escaramusses entre la Xina i l'Índia el 2020 formen part de un continu enfrontament militar entre la Xina i l'Índia. Des del 5 de maig de 2020, les tropes xineses i índies han participat en accions agressives, enfrontaments i escaramusses a les ubicacions de la frontera sino-índia. Els dies 15 i 16 de juny de 2020 es va produir una lluita que va causar la mort de 20 soldats indis, inclòs un oficial, i almenys 43 soldats xinesos van esdevenir víctimes, incloent la mort d'un oficial. El 17 de juny, 10 soldats indis, inclosos 4 oficials, van ser capturats i alliberats per la Xina. L'Índia ha acusat la Xina de renegar de l'acord del 6 de juny per restablir el status-quo i retirar-se de la vall de Galwan i atacar una patrulla índia. La Xina va reconèixer víctimes per les dues parts, tot i que no va donar xifres i va acusar les tropes índies de creuar la Línia actual de control (LAC). S'han produït incidents a prop del disputat llac Pangong a Ladakh i a la regió autònoma del Tibet, així com a la frontera entre Sikkim i la regió autònoma del Tibet. A més, els enfrontaments continuen en llocs a l'est del Ladakh, al llarg de la LAC, que va ser el resultat de la guerra sino-índia de 1962. A mitjans de juny, les forces xineses es van oposar a la construcció de carreteres índies a la vall del riu Galwan.
Enmig de l'enfrontament, l'Índia va reforçar la regió amb 12.000 treballadors addicionals per ajudar a completar el desenvolupament de la infraestructura índia. El primer tren amb més de 1.600 treballadors va sortir de Jharkhand el 14 de juny de 2020 cap a Udhampur, per ajudar l'Organització de Carreteres Fronteres de l'Índia (Border Roads Organisation) a la frontera sino-índia. Els experts han postulat que les parades són mesures preventives xineses per respondre al projecte d'infraestructura de carreteres Darbuk-Shyok-DBO a Ladakh. Els xinesos també han desenvolupat àmpliament la seva infraestructura en aquestes regions frontereres disputades.

## Causes
No existeix una sola causa de l'augment de tensions ens l'Índia i la Xina. A mitjans de juny del 2020, el conseller del Partit Popular de l'Índia (Bharatiya Janata) de la regió del Ladakh, Urgain Chodon, va declarar que els successius governs indis no han realitzat polítiques públiques a les zones frontereres, situació que ha utilitzat la Xina ha aprofitat per realitzar acaparament de terres, consistent en annexionar terres en desús per anar guanyant, per usucapió, territori fronterer. Chodon, afegia que s'havien perdut terres de pastura a la regió del Koyal. Altres líders locals ladakhi també han reconegut incursions similars per part dels xinesos a la regió.
Segons Taylor Fravel, professor del MIT, les escaramusses són una resposta de la Xina al desenvolupament de la infraestructura índia a Ladakh, particularment a la carretera Darbuk – Shyok – DBO, així com, una mostra de força de la Xina en plena pandèmia COVID-19, que havia perjudicat l'economia xinesa i la seva reputació internacional. Lobsang Sangay, president del govern del Tibet a l'exili, va remarcar aquesta tesi tant pels problemes fronterers a causa dels problemes interns de la Xina com la pressió internacional que s'exerceia a la Xina sobre el COVID-19. L'ex-ambaixador de l'Índia a la Xina, Ashok Kantha, va dir que aquestes escaramusses formaven part d'una creixent assertivitat xinesa tant a la frontera sino-índia com al mar de la Xina del Sud.
La revocació de l'estat especial de Jammu i Caixmir l'agost de 2019 per part del govern indi també ha preocupat els xinesos. Tot i això, l'Índia i la Xina han mantingut que hi han suficients mecanismes bilaterals per resoldre la situació mitjançant una diplomàcia tranquil·la. Després de l'escaramussa de la vall de Galwan el 15 de juny, nombrosos oficials del govern indi van dir que les tensions frontereres no afectaran el comerç entre l'Índia i la Xina malgrat algunes campanyes índies de boicot sobre productes xinesos.